# Kapruner Ache
Kapruner Ache är ett vattendrag i Österrike.   Det ligger i förbundslandet Salzburg, i den centrala delen av landet, 290 km väster om huvudstaden Wien.
I omgivningarna runt Kapruner Ache växer i huvudsak blandskog. Runt Kapruner Ache är det ganska glesbefolkat, med 34 invånare per kvadratkilometer.